# Линдозеро (озеро, Сегежский район)
Линдо́зеро — озеро на территории Сегежского городского поселения и Поповпорожского сельского поселения Сегежского района Республики Карелии.

## Общие сведения
Площадь озера — 34,7 км², площадь водосборного бассейна — 9130 км². Располагается на высоте 89,3 метров над уровнем моря. Объём воды — 0,14 км³.
Форма озера лопастная, продолговатая: вытянуто с севера на юг. Берега изрезанные, каменисто-песчаные, преимущественно возвышенные, местами заболоченные.
С запада в Линдозеро впадает река Пезега. Также с запада Линдозеро протоками связано с озёрами Сюрежским, Бабьим и Ригозером.
Через озеро протекает река Сегежа, впадающая в Выгозеро.
Общая площадь островов — 1,6 км².
Код объекта в государственном водном реестре — 02020001211102000007870.

## Панорама

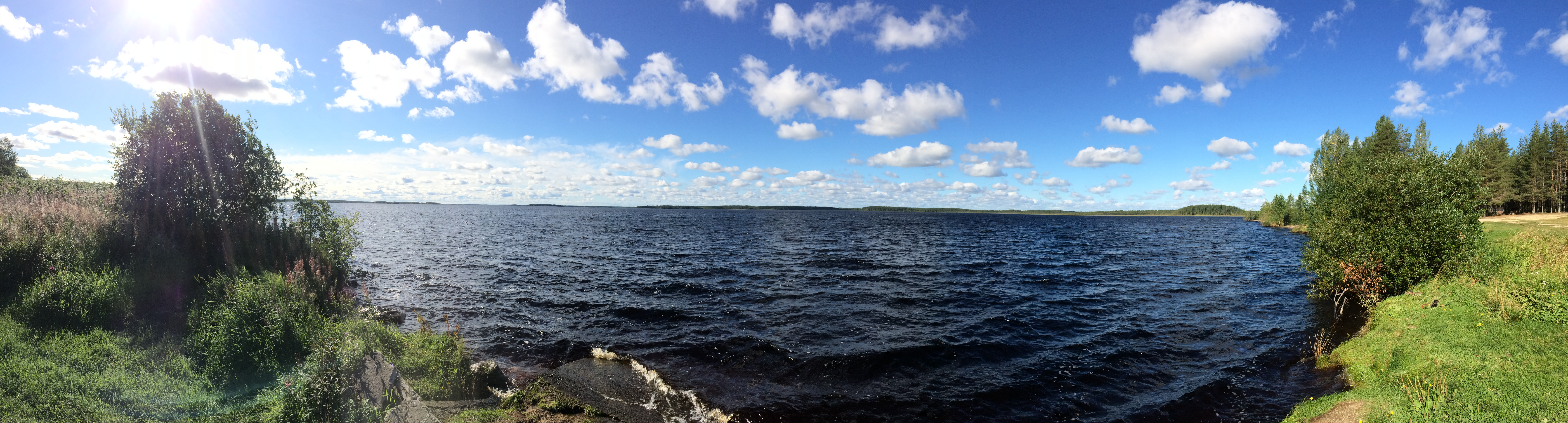
Панорама